# Chilii (okręg Neamț)
Chilii – wieś w Rumunii, w okręgu Neamț, w gminie Valea Ursului. W 2011 roku liczyła 1154 mieszkańców.